# Rychlobruslení na Zimních olympijských hrách 1994
Závody v rychlobruslení se na Zimních olympijských hrách 1994 v Lillehammeru uskutečnily ve dnech 13.–25. února 1994 v hale Vikingskipet v Hamaru.

## Přehled

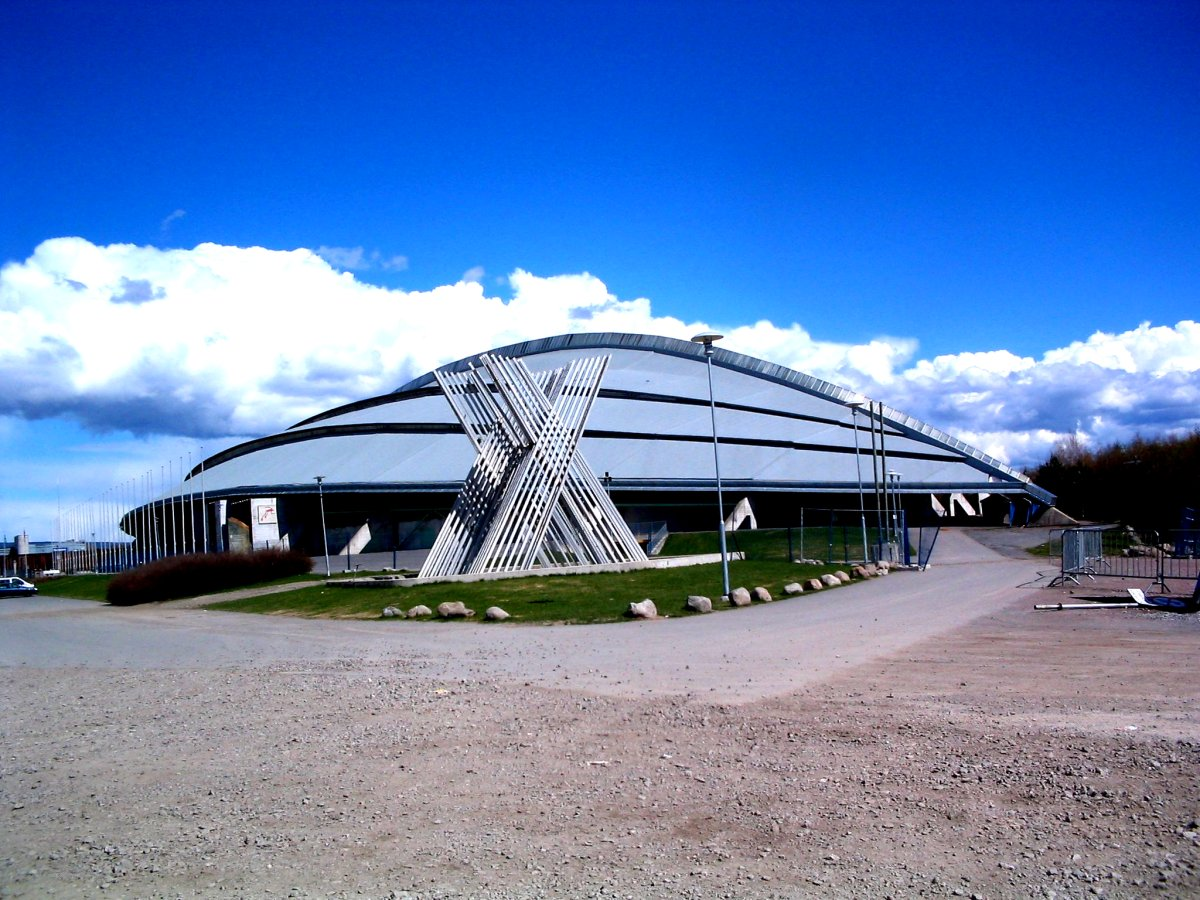
Vikingskipet

V Hamaru bylo na programu celkem 10 závodů, pět pro muže a pět pro ženy. Muži startovali na tratích 500 m, 1000 m, 1500 m, 5000 m a 10 000 m, ženy na tratích 500 m, 1000 m, 1500 m, 3000 m a 5000 m.

## Medailové pořadí zemí
| Pořadí  | Země                         | Zlato | Stříbro | Bronz | Celkově |
| ------- | ---------------------------- | ----- | ------- | ----- | ------- |
| 1.      | Norsko (NOR)                 | 3     | 2       | 0     | 5       |
| 2.      | Spojené státy americké (USA) | 3     | 0       | 0     | 3       |
| 3.      | Rusko (RUS)                  | 2     | 2       | 1     | 5       |
| 4.      | Německo (GER)                | 1     | 2       | 3     | 6       |
| 5.      | Rakousko (AUT)               | 1     | 1       | 0     | 2       |
| 6.      | Nizozemsko (NED)             | 0     | 1       | 3     | 4       |
| 7.      | Bělorusko (BLR)              | 0     | 1       | 0     | 1       |
| 7.      | Kanada (CAN)                 | 0     | 1       | 0     | 1       |
| 9.      | Japonsko (JPN)               | 0     | 0       | 2     | 2       |
| 10.     | Čína (CHN)                   | 0     | 0       | 1     | 1       |
| Celkově | Celkově                      | 10    | 10      | 10    | 30      |

## Muži

### 500 m
| Pořadí           | Jméno            | Země                   | Čas        | Ztráta |
| ---------------- | ---------------- | ---------------------- | ---------- | ------ |
| Zlatá medaile    | Alexandr Golubev | Rusko                  | 36,33 (OR) | 0,00   |
| Stříbrná medaile | Sergej Klevčenja | Rusko                  | 36,39      | +0,06  |
| Bronzová medaile | Manabu Horii     | Japonsko               | 36,53      | +0,20  |
| 4.               | Liou Chung-po    | Čína                   | 36,54      | +0,21  |
| 5.               | Hirojasu Šimizu  | Japonsko               | 36,60      | +0,27  |
| 6.               | Džun’iči Inoue   | Japonsko               | 36,63      | +0,30  |
| 7.               | Grunde Njøs      | Norsko                 | 36,66      | +0,33  |
| 8.               | Dan Jansen       | Spojené státy americké | 36,68      | +0,35  |
| 9.               | Jasunori Mijabe  | Japonsko               | 36,72      | +0,39  |
| 10.              | Igor Železovskij | Bělorusko              | 36,73      | +0,40  |

### 1000 m
| Pořadí           | Jméno            | Země                   | Čas          | Ztráta |
| ---------------- | ---------------- | ---------------------- | ------------ | ------ |
| Zlatá medaile    | Dan Jansen       | Spojené státy americké | 1:12,43 (WR) | 0,00   |
| Stříbrná medaile | Igor Železovskij | Bělorusko              | 1:12,72      | +0,29  |
| Bronzová medaile | Sergej Klevčenja | Rusko                  | 1:12,85      | +0,42  |
| 4.               | Liou Chung-po    | Čína                   | 1:13,47      | +1,04  |
| 5.               | Sylvain Bouchard | Kanada                 | 1:13,56      | +1,13  |
| 6.               | Patrick Kelly    | Kanada                 | 1:13,67      | +1,24  |
| 7.               | Roger Strøm      | Norsko                 | 1:13,74      | +1,31  |
| 8.               | Džun’iči Inoue   | Japonsko               | 1:13,75      | +1,32  |
| 9.               | Gerard van Velde | Nizozemsko             | 1:13,81      | +1,38  |
| 10.              | Kevin Scott      | Kanada                 | 1:13,82      | +1,39  |

### 1500 m
| Pořadí           | Jméno              | Země       | Čas          | Ztráta |
| ---------------- | ------------------ | ---------- | ------------ | ------ |
| Zlatá medaile    | Johann Olav Koss   | Norsko     | 1:51,29 (WR) | 0,00   |
| Stříbrná medaile | Rintje Ritsma      | Nizozemsko | 1:51,99      | +0,70  |
| Bronzová medaile | Falko Zandstra     | Nizozemsko | 1:52,38      | +1,09  |
| 4.               | Ådne Søndrål       | Norsko     | 1:53,13      | +1,84  |
| 5.               | Andrej Anufrijenko | Rusko      | 1:53,16      | +1,87  |
| 6.               | Peter Adeberg      | Německo    | 1:53,50      | +2,21  |
| 7.               | Neal Marshall      | Kanada     | 1:53,56      | +2,27  |
| 8.               | Martin Hersman     | Nizozemsko | 1:53,59      | +2,30  |
| 9.               | Jeroen Straathof   | Nizozemsko | 1:53,70      | +2,31  |
| 10.              | Jurij Šulga        | Ukrajina   | 1:54,28      | +2,99  |

### 5000 m
| Pořadí           | Jméno              | Země       | Čas          | Ztráta |
| ---------------- | ------------------ | ---------- | ------------ | ------ |
| Zlatá medaile    | Johann Olav Koss   | Norsko     | 6:34,96 (WR) | 0,00   |
| Stříbrná medaile | Kjell Storelid     | Norsko     | 6:42,68      | +7,72  |
| Bronzová medaile | Rintje Ritsma      | Nizozemsko | 6:43,94      | +8,98  |
| 4.               | Falko Zandstra     | Nizozemsko | 6:44,58      | +9,62  |
| 5.               | Bart Veldkamp      | Nizozemsko | 6:49,00      | +14,04 |
| 6.               | Tošihiko Itokawa   | Japonsko   | 6:49,36      | +14,40 |
| 7.               | Jaromir Radke      | Polsko     | 6:50,40      | +15,44 |
| 8.               | Frank Dittrich     | Německo    | 6:52,27      | +17,31 |
| 9.               | Michael Hadschieff | Rakousko   | 6:53,02      | +18,06 |
| 10.              | Christian Eminger  | Rakousko   | 6:53,18      | +18,22 |

### 10 000 m
| Pořadí           | Jméno              | Země       | Čas           | Ztráta |
| ---------------- | ------------------ | ---------- | ------------- | ------ |
| Zlatá medaile    | Johann Olav Koss   | Norsko     | 13:30,55 (WR) | 0,00   |
| Stříbrná medaile | Kjell Storelid     | Norsko     | 13:49,25      | +18,70 |
| Bronzová medaile | Bart Veldkamp      | Nizozemsko | 13:56,73      | +26,18 |
| 4.               | Falko Zandstra     | Nizozemsko | 13:58,25      | +27,70 |
| 5.               | Jaromir Radke      | Polsko     | 14:03,84      | +33,29 |
| 6.               | Frank Dittrich     | Německo    | 14:04,33      | +33,78 |
| 7.               | Rintje Ritsma      | Nizozemsko | 14:09,28      | +38,73 |
| 8.               | Jonas Schön        | Švédsko    | 14:10,15      | +39,60 |
| 9.               | Michael Hadschieff | Rakousko   | 14:12,09      | +41,54 |
| 10.              | Christian Eminger  | Rakousko   | 14:15,14      | +44,59 |

## Ženy

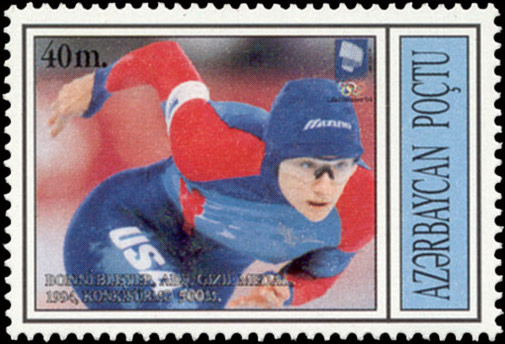
Ázerbájdžánská známka s americkou rychlobruslařkou Bonnie Blairovou na ZOH 1994

### 500 m
| Pořadí           | Jméno                   | Země                   | Čas   | Ztráta |
| ---------------- | ----------------------- | ---------------------- | ----- | ------ |
| Zlatá medaile    | Bonnie Blairová         | Spojené státy americké | 39,25 | 0,00   |
| Stříbrná medaile | Susan Auchová           | Kanada                 | 39,61 | +0,36  |
| Bronzová medaile | Franziska Schenková     | Německo                | 39,70 | +0,45  |
| 4.               | Süe Žuej-chung          | Čína                   | 39,71 | +0,46  |
| 5.               | Ju Sun-hi               | Jižní Korea            | 39,92 | +0,67  |
| 6.               | Monique Garbrechtová    | Německo                | 39,95 | +0,70  |
| 7.               | Světlana Bojarkinová    | Rusko                  | 40,17 | +0,92  |
| 8.               | Edel Therese Høisethová | Norsko                 | 40,20 | +0,95  |
| 9.               | Ťin Chua                | Čína                   | 40,23 | +0,98  |
| 10.              | Kjóko Šimazakiová       | Japonsko               | 40,26 | +1,01  |

### 1000 m
| Pořadí           | Jméno                | Země                   | Čas     | Ztráta |
| ---------------- | -------------------- | ---------------------- | ------- | ------ |
| Zlatá medaile    | Bonnie Blairová      | Spojené státy americké | 1:18,74 | 0,00   |
| Stříbrná medaile | Anke Baierová        | Německo                | 1:20,12 | +1,38  |
| Bronzová medaile | Jie Čchiao-po        | Čína                   | 1:20,22 | +1,48  |
| 4.               | Franziska Schenková  | Německo                | 1:20,25 | +1,51  |
| 5.               | Monique Garbrechtová | Německo                | 1:20,32 | +1,58  |
| 6.               | Šiho Kusunoseová     | Japonsko               | 1:20,37 | +1,63  |
| 7.               | Emese Hunyadyová     | Rakousko               | 1:20,42 | +1,68  |
| 8.               | Susan Auchová        | Kanada                 | 1:20,72 | +1,98  |
| 9.               | Oxana Ravilovová     | Rusko                  | 1:20,82 | +2,08  |
| 10.              | Natalja Polozkovová  | Rusko                  | 1:20,84 | +2,10  |

### 1500 m
| Pořadí           | Jméno                | Země                   | Čas     | Ztráta |
| ---------------- | -------------------- | ---------------------- | ------- | ------ |
| Zlatá medaile    | Emese Hunyadyová     | Rakousko               | 2:02,19 | 0,00   |
| Stříbrná medaile | Světlana Fedotkinová | Rusko                  | 2:02,69 | +0,50  |
| Bronzová medaile | Gunda Niemannová     | Německo                | 2:03,41 | +1,22  |
| 4.               | Bonnie Blairová      | Spojené státy americké | 2:03,44 | +1,25  |
| 5.               | Annamarie Thomasová  | Nizozemsko             | 2:03,70 | +1,51  |
| 6.               | Světlana Bažanovová  | Rusko                  | 2:03,99 | +1,80  |
| 7.               | Natalja Polozkovová  | Rusko                  | 2:04,00 | +1,81  |
| 8.               | Mihaela Dascăluová   | Rumunsko               | 2:04,02 | +1,83  |
| 9.               | Seiko Hašimotová     | Japonsko               | 2:04,98 | +2,79  |
| 10.              | Tonny de Jongová     | Nizozemsko             | 2:05,18 | +2,99  |

### 3000 m
| Pořadí           | Jméno                | Země       | Čas     | Ztráta |
| ---------------- | -------------------- | ---------- | ------- | ------ |
| Zlatá medaile    | Světlana Bažanovová  | Rusko      | 4:17,43 | 0,00   |
| Stříbrná medaile | Emese Hunyadyová     | Rakousko   | 4:18,14 | +0,71  |
| Bronzová medaile | Claudia Pechsteinová | Německo    | 4:18,34 | +0,91  |
| 4.               | Ljudmila Prokaševová | Kazachstán | 4:19,33 | +1,90  |
| 5.               | Annamarie Thomasová  | Nizozemsko | 4:19,82 | +2,39  |
| 6.               | Seiko Hašimotová     | Japonsko   | 4:21,07 | +3,64  |
| 7.               | Hiromi Jamamotová    | Japonsko   | 4:22,37 | +4,94  |
| 8.               | Mihaela Dascăluová   | Rumunsko   | 4:22,42 | +4,99  |
| 9.               | Carla Zijlstraová    | Nizozemsko | 4:23,42 | +5,99  |
| 10.              | Miki Ogasawaraová    | Japonsko   | 4:25,27 | +7,84  |

### 5000 m
| Pořadí           | Jméno                | Země       | Čas     | Ztráta |
| ---------------- | -------------------- | ---------- | ------- | ------ |
| Zlatá medaile    | Claudia Pechsteinová | Německo    | 7:14,37 | 0,00   |
| Stříbrná medaile | Gunda Niemannová     | Německo    | 7:14,88 | +0,21  |
| Bronzová medaile | Hiromi Jamamotová    | Japonsko   | 7:19,68 | +5,31  |
| 4.               | Elena Belciová       | Itálie     | 7:20,33 | +5,96  |
| 5.               | Světlana Bažanovová  | Rusko      | 7:22,68 | +8,31  |
| 6.               | Ljudmila Prokaševová | Kazachstán | 7:28,58 | +14,21 |
| 7.               | Carla Zijlstraová    | Nizozemsko | 7:29,42 | +15,05 |
| 8.               | Seiko Hašimotová     | Japonsko   | 7:29,79 | +15,42 |
| 9.               | Miki Ogasawaraová    | Japonsko   | 7:30,47 | +16,10 |
| 10.              | Annamarie Thomasová  | Nizozemsko | 7:32,39 | +18,02 |

## Program
| Den    | Datum          | Zahájení (SEČ) | Závod         |
| ------ | -------------- | -------------- | ------------- |
| den 2  | 13. února 1994 | 15:00          | 5000 m muži   |
| den 3  | 14. února 1994 | 14:00          | 500 m muži    |
| den 5  | 16. února 1994 | 14:00          | 1500 m muži   |
| den 6  | 17. února 1994 | 14:00          | 3000 m ženy   |
| den 7  | 18. února 1994 | 14:00          | 1000 m muži   |
| den 8  | 19. února 1994 | 14:00          | 500 m ženy    |
| den 9  | 20. února 1994 | 14:00          | 10 000 m muži |
| den 10 | 21. února 1994 | 14:00          | 1500 m ženy   |
| den 12 | 23. února 1994 | 16:00          | 1000 m ženy   |
| den 14 | 25. února 1994 | 14:00          | 5000 m ženy   |

## Zúčastněné země
- Austrálie (2)
- Bělorusko (4)
- Čína (6)
- Itálie (5)
- Jižní Korea (9)
- Japonsko (17)
- Kanada (13)
- Kazachstán (8)
- Lotyšsko (1)
- Maďarsko (1)
- Německo (15)
- Nizozemsko (13)
- Norsko (8)
- Polsko (5)
- Rakousko (5)
- Rumunsko (4)
- Rusko (12)
- Spojené státy americké (17)
- Švédsko (5)
- Švýcarsko (1)
- Ukrajina (2)